# Ренни, Роберт Егорович
Роберт Егорович Ренни (1778—1832) — российский командир эпохи наполеоновских войн, генерал-майор.

## Биография
Родился 12 апреля 1778 года в городе Риге; происходил из шотландской дворянской фамилии. Отец его Григорий Григорьевич Ренни вел в Риге обширную торговлю; мать, Ульяна Ивановна Эссен, дочь офицера, раненого в Семилетнюю войну.
Записанный на службу генеральным писарем в штаб генерал-майора Лунина, Ренни в 1782 году, имея только четыре года от роду, получил чин прапорщика, с оставлением в том же штабе адъютантом, в следующем году был произведен в поручики Селенгинского пехотного полка, а в 1785 году, получив двухгодичный отпуск, отправился с отцом своим в Шотландию, в город Монтроз, где из-за болезни остался дольше запланированного срока и был Военной Коллегией исключен из службы.
По выздоровлении он возвратился в Ригу и был определён в местное высшее училище. Отец его хотел, чтобы он посвятил себя торговле, но молодой Ренни чувствовал непреодолимое влечение к военной службе; занимался изучением военных наук, и ему часто приходилось выслушивать выговоры своих преподавателей за то, что он, вместо приготовления заданных уроков, занимался черчением планов сражений и крепостей.
На семнадцатом году жизни Ренни лишился отца и, свободный в выборе образа жизни, определился, в мае 1794 года, в Елецкий пехотный полк. В том же году он участвовал с этим полком в нескольких боях против польских конфедератов в Курляндии и Самогитии, в ноябре 1794 года был произведен, за отличие, в капитаны и послан для снятия карт Самогитии и Литвы и для установления границ между Россией и Пруссией от Полангена до Юрбурга.
В начале царствования императора Павла Ренни был переведен, по приглашению тогдашнего генерал-квартирмейстера барона Аракчеева (впоследствии графа), в Свиту Его Императорского Величества по квартирмейстерской части, с назначением на должность обер-квартирмейстера Московской инспекции, причем на него возложено было также заведование колонновожатыми.
В 1799 году, в чине майора, он был послан в корпус, назначенный действовать вместе с англичанами, в Голландии для освобождения её от французов, в то время, как Суворов и адмирал Ушаков должны были вытеснить их из Италии. Первое отделение корпуса, при котором находился Ренни, в июле 1799 года отправилось из Ревеля морем в Ярмут и в начале сентября прибыло к берегам Голландии, когда Суворов уже возвращался из Италии. Ренни находился при высадке российских войск у мыса Гельдерна, провел их до Бутербрука и участвовал в сражениях с французами и Батавцами у Бергена и Кастрикума, за которые был награждён орденом Святой Анны 4-й степени.
После неудачного для русской армии похода в Голландию, Ренни провел зиму с войсками на островах Гернезее и Жерзее и возвратился в Россию осенью 1800 года.
В марте 1805 года Роберт Егорович Ренни был произведен в подполковники, а в августе поступил в корпус графа Толстого, посаженный в Кронштадте на эскадру адмирала Тета и назначенный действовать против французов в Северной Германии и Голландии. Выдержав в море сильную бурю, Ренни вышел с войсками графа Толстого на берег в Стральзунде и следовал с ним через Мекленбург и Ганновер к берегам Везера. Здесь граф Толстой получил известие об Аустерлицком сражении и приказ возвратиться в Россию.
В октябре 1806 года, в начале второй войны с Наполеоном, Ренни был послан в армию, направленную в Пруссию. Он состоял при дежурном генерале графе Толстом, участвовал с ним во всех главных действиях 1807 года и особенно отличился в битве при Прейсиш-Эйлау 26-27 января: граф Толстой посылал Ренни с разными поручениями в крайне опасные места, и он выполнял их с успехом; когда же неприятельская кавалерия прорвалась в нашем центре, то ему приказано было собрать расстроенных людей и, приведя их в порядок, отбить атаку. За эту битву Ренни был пожалован орденом Святого Владимира 4-й степени.
В апреле, во время перемирия, на Ренни возложено было укрепление позиций под Гейльсбергом. По заключении Тильзитского мира он просился в отставку по состоянию здоровья, но император Александр удержал его на службе и поручил ему определение границы между Россией и Великим Герцогством Варшавским. По исполнении этого поручения и по составлению карты Белостокской области, приобретенной Россией по Тильзитскому договору, Ренни был отправлен с личным об этом донесением к Александру в Петербург и награждён, 25 декабря 1808 года, чином полковника.
В 1810—1811 годах он находился в Берлине при русском посланнике графе Ливене, и, по поручению управлявшего квартирмейстерской частью князя П. М. Волконского, покупал и отправлял в Петербург много карт и планов.
В конце 1811 года, возвратясь в Петербург, Ренни подал вторично прошение об увольнении его от службы, но опять был удержан Государем, который, «убежденный в его достоинствах, не желал лишиться столь полезного для службы офицера». Вскоре Ренни был пожалован орденом Святой Анны 2-й степени.
При составлении, в марте 1812 года, на западной границе России трех армий, Ренни был назначен генерал-квартирмейстером 3-й резервной обсервационной армии Тормасова и участвовал в сражениях под Кобриным — 15 июля и Городечной— 31 июля. Во время Кобринского боя Ренни находился в самых опасных местах, распоряжаясь переменами позиций войск и исполняя возлагаемые на него поручения с удивительным хладнокровием и знанием дела, чем много способствовал общему успеху. Ренни был награждён орденом Святого Владимира 3-й степени и, за сражение под Городечной, — чином генерал-майора (2 декабря 1812 года).
Потом Ренни участвовал в наступательных действиях против австрийского фельдмаршала князя Шварценберга, а в январе 1813 года перешел через Неман и был назначен начальником штаба корпуса генерала Винценгероде, посланного Михаилом Кутузовым преградить отступление французскому генералу Ренье. Винцингероде настиг неприятеля близ Калиша, атаковал и разбил его наголову. Во время боя Ренни атаковал защищавшихся в селении Коканине французов, заставил их сложить оружие и захватил знамя и две пушки, за что был награждён (22 марта 1813 года) орденом Святого Георгия 3-го класса. Ренни оставался начальником штаба при корпусе генерала Винценгероде до заключения Парижского мира, находясь лишь несколько дней, с 26 до 30 апреля 1813 года, во время отступления нашего от Люцена к Бауцену, при Милорадовиче; за ежедневные стычки с неприятелем за это время он получил орден Святой Анны 1-й степени.
Вернувшись к генералу Винценгероде, он был во всех действиях корпуса его и получил за сражения: под Денневицем, 25 августа, шведский орден Меча; за Лейпцигскую битву, 6 октября, — алмазные знаки ордена Святой Анны 1-й степени; за Суассонский приступ 2 февраля 1814 года — орден Святого Владимира 2-й степени; за сражения под Лаоном 25 февраля и Сен-Дизье 14 марта — золотую, алмазами украшенную шпагу с надписью «за храбрость». По окончании войны король Прусский пожаловал ему орден «за заслуги», а курфюрст Гессен-Кассельский—орден «за военное достоинство».
В декабре 1814 года Ренни возвратился в Россию и был назначен начальником штаба 4-го пехотного корпуса H. H. Раевского. В следующем, 1815 году, по случаю бегства Наполеона с острова Эльбы, он ходил с корпусом Н. Н. Раевского во Францию и был на знаменитых смотрах российских войск на полях Шампаньи, под Вертю.
1 января 1816 года он вышел в отставку. Последние годы своей жизни Р. посвятил исключительно воспитанию своих детей и сельскому хозяйству, которое очень любил; жил он зимой в Петербурге, а летом в селе Русыне, Лужского уезда.
Когда в 1828—1831 годах российские войска действовали против турок и поляков, Ренни, совершенно больной, обложив себя картами театра войны, внимательно следил за ходом военных действий и жалел, что не может в них участвовать.
Генерал Роберт Егорович Ренни умер 26 октября 1832 года.

## Семья

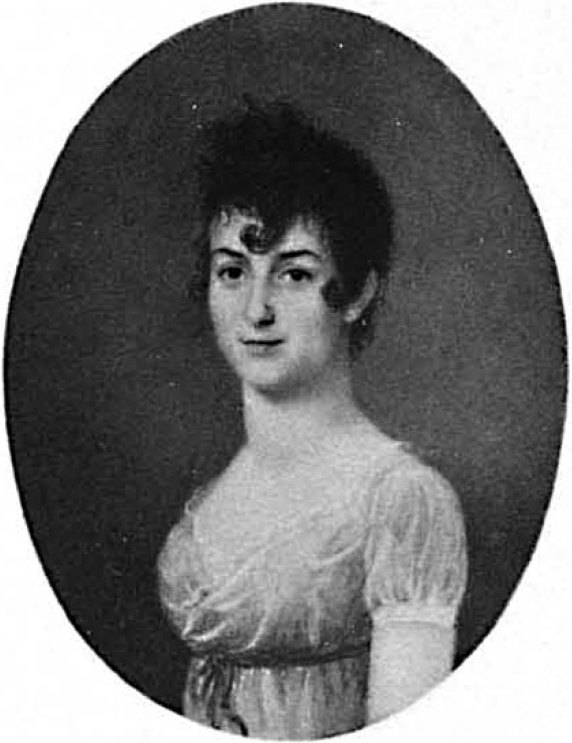
Мария Ренни

Жена (с 1804 года) — Мария Ивановна Бек (1781—1816), дочь тайного советника, лейб-медика Ивана Филипповича Бека. Мария Ивановна рано умерла, оставив трёх малолетних детей. Был похоронена на Лазароевом кладбище Александро-Невской Лавры. На памятнике её была сделана надпись: «Незабвенной супруге и матери»
- Егор
- Александра (ум. в 1873) — с 1829 года была замужем за графом Н. М. Ламздорфом, позднее генерал-адъютантом.
- Юлия — была замужем за генерал-майором Трофимовичем.